# Marvin Wachman
Marvin Wachman (1917-2007) fue un profesor de historia estadounidense, fue presidente de la Universidad de Lincoln y la Universidad de Temple, y sirvió como presidente interino del Albright College y la Universidad de Filadelfia de la Industria Textil y Ciencia. Nació en Milwaukee (Wisconsin).
Wachman falleció en su casa de Chestnut Hill, aparentemente por problemas cardíacos, según informó el Philadelphia Inquirer. Su esposa, Adeline, con quien llevaba 65 años casado, declaró que había sido hospitalizado dos veces en los últimos dos meses. A Wachman le sobreviven su esposa y dos hijas, Katie y Lynn.

## Biografía[1]
Tras obtener una licenciatura y una maestría en historia por la Universidad Northwestern, se graduó de la Universidad de Illinois tras defender su tesis doctoral sobre la historia socialista de Milwaukee, su ciudad natal. Sirvió durante cuatro años como sargento de infantería en la Segunda Guerra Mundial.
Antes de llegar a Temple, Wachman, fue presidente de la Universidad Lincoln entre 1961 y 1970. Ya en Temple, su mandato provocó en la universidad una ligera disminución de la matrícula y una grave crisis financiera. Surgió una polémica cuando intentó despedir a 16 profesores titulares, pero abandonó la batalla cuando uno de los decanos de Temple dimitió en protesta. La Temple University Press publicó sus memorias, The Education of a University President, en 2005.
El Inquirer informó que Wachman rechazó un funeral porque "sentía que había vivido una vida larga y plena".  El Temple News informó que Wachman no pudo asistir a la toma de posesión de la presidenta Ann Weaver Hart debido a razones de salud.